# The Lion King: The Gift
The Lion King: The Gift é uma trilha sonora produzida pela cantora norte-americana Beyoncé para o remake em renderização 3D The Lion King (2019), e mais tarde para o filme musical Black Is King (2020). Seu lançamento ocorreu em 19 de julho de 2019, por intermédio da Parkwood Entertainment e licenciamento exclusivo da Columbia Records. Com curadoria realizada por Beyoncé, o álbum inclui aparições de Jay-Z, Blue Ivy Carter, Childish Gambino, Pharrell Williams, Kendrick Lamar, Tierra Whack, 070 Shake e Jessie Reyez, bem como dos artistas africanos Wizkid, Shatta Wale, Burna Boy, Mr Eazi, Tiwa Savage, Tekno, Yemi Alade, Busiswa, Salatiel e outros. Uma versão deluxe também foi lançada em 31 de julho de 2020.

## Antecedentes e lançamento
Em 9 de julho de 2019, foi revelado que Beyoncé produziu e fez a curadoria de um álbum intitulado The Lion King: The Gift, que traz novas canções inspiradas no filme de 2019, The Lion King, bem como "Spirit", o single da trilha sonora.
Beyoncé chamou o álbum de "cinema sonoro" e disse que o filme "é uma nova experiência de contar histórias", e que o álbum "é influenciado por tudo, desde R&B, pop, hip hop e afro beat". Beyoncé também disse que "[ela] queria colocar cada um em sua própria jornada para vincular a história" e que as músicas foram inspiradas na história do remake, que "dá ao ouvinte a chance de imaginar suas próprias imagens, enquanto ouve um novo interpretação contemporânea". As canções também foram produzidas por produtores africanos, o que Beyoncé disse ser "a autenticidade e o coração", já que o filme se passa na África. A tracklist foi revelada através do site oficial de Beyoncé em 16 de julho de 2019.

## Singles
"Spirit" é o single principal tanto para o remake The Lion King (2019) e sua trilha sonora quanto para o The Lion King: The Gift. Seu lançamento ocorreu em 10 de julho de 2019, e foi escrito e produzido por Ilya Salmanzadeh, Labrinth e Beyoncé. Liricamente, a música discute o retorno de Simba, o principal protagonista do filme, para sua casa, e é interpretada durante aquela cena específica do filme. "Spirit" é uma balada gospel que começa com letras cantadas em suaíli por coristas masculinos. A canção alcançou a posição 98 na Billboard Hot 100 dos Estados Unidos e a sexta posição na parada de canções na US Hot R&B, ao mesmo tempo em que entrou nas paradas em vários países europeus. Um videoclipe dirigido por Jake Nava foi filmado em Havasu Falls no Arizona e Apple Valley, Califórnia, e estreou em 16 de julho de 2019.
"Brown Skin Girl" foi enviada para a radio Top 40/Rhythmic em 23 de julho de 2019 como o segundo single da trilha sonora. Além de Beyoncé, a canção é interpretada pela voz do cantor guianense Saint Jhn e da cantora nigeriana Wizkid, e contém participação de Blue Ivy Carter. A revista Billboard classificou "Brown Skin Girl" como a 68ª melhor música de 2019, dizendo que a canção "reforça a cruzada de Beyoncé pelo orgulho cultural e pelo empoderamento feminino". A canção foi a canção feminina mais transmitida de 2019 na Apple Music na África Subsaariana.
"Black Parade" foi lançado como single independente em 19 de junho de 2020, no dia do feriado americano Juneteenth que comemora o fim da escravidão nos Estados Unidos. Lançada após a morte de George Floyd e os protestos que se seguiram, a canção serve como uma celebração da cultura negra e o apoio ao ativismo negro. A canção foi posteriormente incluída na edição deluxe de The Lion King: The Gift servindo como terceiro single da trilha sonora, após o lançamento do álbum visual de Beyoncé, Black Is King (2020).

## Recepção
| Críticas profissionais | Críticas profissionais |
| Pontuações agregadas   | Pontuações agregadas   |
| Fonte                  | Avaliação              |
| ---------------------- | ---------------------- |
| Metacritic             | 77/100                 |
| Avaliações da crítica  |                        |
| Fonte                  | Avaliação              |
| AllMusic               | [ 17 ]                 |
| Consequence of Sound   | B-                     |
| The Daily Telegraph    | [ 19 ]                 |
| Entertainment Weekly   | B-                     |
| The Guardian           | [ 21 ]                 |
| HipHopDX               | 4.3/5                  |
| NME                    | [ 23 ]                 |
| Pitchfork              | 7.3/10                 |
| Rolling Stone          | [ 25 ]                 |
| Variety                | 8.4/10                 |

No Metacritic, que atribui uma classificação normalizada de 100 pontos, o álbum recebeu uma pontuação média ponderada de 77, com base em 13 avaliações, indicando "resenhas geralmente favoráveis".
Escrevendo para AllMusic, Neil Z. Yeung descreve o álbum como "um híbrido flutuante de futurista afro-pop transatlântico", acrescentando que a "coleção habilmente curada é uma vitrine artística que celebra a África e as tradições musicais negras, elevando a experiência do cinema com interlúdios temáticos estratégicos que poderiam ajudar este álbum a durar muito mais tempo do que o filme". Jon Pareles escreveu no The New York Times que "Beyoncé flexiona tanto sua musicalidade quanto sua influência cultural... É sua última lição em comandar as expectativas do mercado em massa, conforme sua própria agenda de unidade da diáspora africana, auto-estima, responsabilidade parental e ambição justa." AD Amorosi da Variety, elogia o álbum como "uma oferta selvagem e maravilhosa dedicada aos sons e à alma da pátria", chamando-o de "uma oferta à ideia de trazer conexão para aqueles que nunca perceberam que isso era possível, mantendo uma herança no rosto das histórias abortadas e abreviadas".
Descrevendo-o como um álbum "que demonstra habilmente o excelente gosto [de Beyoncé], em vez de um ótimo álbum da Beyoncé em si", Alexis Petridis do The Guardian escreve que The Lion King: The Gift dá "ao som Afrobeats dominante um novo nível de exposição - um feito impressionante em si mesmo". "O álbum do Rei Leão de Beyoncé é o evento que o filme deseja que seja", escreve Carl Wilson do Slate, argumentando que The Gift "funciona melhor se você esquecer que o remake ainda existe" e encorajando os ouvintes a "considerá-lo mais como uma nova perspectiva sobre Beyoncé". "Um álbum ambicioso que diz mais do que o filme, mostra a tradição e responsabilidade e África", escreve Mikael Wood do Los Angeles Times.
Michelle Kim, do Pitchfork, opina que o álbum "consegue apresentar um universo musical totalmente novo para o ouvinte americano médio". Bernadette Giacomazzo do HipHopDX também elogiou o álbum, dizendo que o álbum "viaja no fantástico negro" e que muitas canções eram capazes de se manter independentes do filme. Fazendo comparações com a trilha sonora do Black Panther (2018), Giacomazzo diz que o álbum é "um dos primeiros álbuns de Beyoncé - por assim dizer - em que a criatividade da Sra. Carter serve como um vetor para outra visão criativa, ao invés da própria visão criativa. No geral, funciona e é outra joia em sua coroa - uma que ela, no geral, pode se orgulhar de chamar de sua".

## Desempenho comercial
The Lion King: The Gift estreou no número dois na Billboard 200 dos EUA com 54 mil unidades equivalentes a álbuns, das quais 11 mil foram vendas de álbuns.
Tornou-se a segunda estreia de Beyoncé no top 10 de 2019 (após Homecoming: The Live Album) e o terceiro álbum no top 10 de 2019 (depois que Lemonade voltou a entrar na parada Billboard 200 após seu lançamento em streaming). É também o nono álbum top 10 da carreira solo de Beyoncé.
Nas paradas de gênero da Billboard, The Lion King: The Gift estreou em número um em várias paradas, incluindo Top R&B Albums, Top R&B/Hip-Hop Albums, Top Soundtrack Albums e Top World Albums. Tornou-se o sétimo número um de Beyoncé na parada de álbuns de R&B/Hip-Hop como artista solo.

## Beyoncé Presents: Making The Gift
Em 15 de setembro de 2019, foi anunciado um documentário que narra o desenvolvimento, produção e filmagem de The Lion King: The Gift, intitulado Beyoncé Presents: Making The Gift. Um trailer foi lançado no mesmo dia para promover o documentário. Em 16 de setembro de 2019, Beyoncé lançou o documentário que foi ao ar no canal ABC, nele mostra a jornada da cantora pela África, gravando no Egito, Nigéria, África do Sul e Estados Unidos. Esse especial para TV foi escrito, dirigido e produzido por Beyoncé ao lado do co-diretor Ed Burke, com os produtores executivos Steve Pamon e Erinn Williams.
Exibido quase 2 meses após o lançamento do álbum, Beyoncé Presents: Making The Gift teve uma audiência de 2,49 milhões e "dominou" as avaliações daquela noite.

## Deluxe Edition
Em 31 de julho de 2020, uma versão deluxe do álbum foi lançada juntamente com o filme musical Black Is King e o videoclipe de "Already". A nova versão contém todas as músicas (sem os interlúdios), junto da versão estendida do single "Black Parade" (anteriormente disponível apenas no Tidal) acompanhada da original, e um remix de "Find Your Way Back" com a produção de MeLo-X.

## Alinhamento de faixas
| N.º | Título | Compositor(es) | Produtor(es)                                                                                | Duração |  |
| 1.  | "Balance (Mufasa Interlude)" (interpretada por James Earl Jones)                                                 | Jeff Nathanson |                                                                                             | 0:43    |  |
| 2.  | "Bigger" (interpretada por Beyoncé)                                                                              | Beyoncé, Derek Dixie, Stacy Barthe, Raye, Akil King, Ricky Lawson | Beyoncé, Derek Dixie                                                                        | 3:46    |  |
| 3.  | "The Stars (Mufasa Interlude)" (interpretada por James Earl Jones)                                               | Nathanson |                                                                                             | 0:46    |  |
| 4.  | "Find Your Way Back (Circle of Life)" (interpretada por Beyoncé)                                                 | Beyoncé, Brittany Hazzard, Bubele Booi, Robert Magwenzi, Abisagboola Oluseun, Niniola Apata, Osabuohien Osaretin                                                                                   | Beyoncé, Bubele Boii, Magwenzi, Dixie[b], Guilty Beatz[b]                                   | 2:42    |  |
| 5.  | "Uncle Scar (Scar Interlude)" (interpretada por Chiwetel Ejiofor)                                                | Nathanson |                                                                                             | 0:13    |  |
| 6.  | "Don't Jealous Me" (interpretada por Tekno, Yemi Alade e Mr Eazi)                                                | Beyoncé, Augustine Kelechukwu, Nana Afriyie, Yemi Alade, Oluwatosin Ajibade, Ariowa Irosogie | Beyoncé, P2J, Dixie[b]                                                                      | 2:35    |  |
| 7.  | "Danger (Young Simba & Young Nala Intelude)" (interpretada por JD McCrary e Shahadi Wright Joseph)               | Nathanson |                                                                                             | 0:16    |  |
| 8.  | "Ja Ara E" (interpretada por Burna Boy)                                                                          | Burna Boy, Damini Ogulu, Richard Isong | Beyoncé, P2J, Dixie[b]                                                                      | 3:10    |  |
| 9.  | "Run Away (Scar & Young Simba Interlude)" (interpretada por JD McCrary e Chiwetel Ejiofor)                       | Nathanson |                                                                                             | 0:29    |  |
| 10. | "Nile" (interpretada por Beyoncé e Kendrick Lamar)                                                               | Beyoncé, Kendrick Duckworth, Mark Spears, Hykeem Carter, Keanu Torres | Beyoncé, Sounwave, Johnny Kosich, Carter, Keanu Beats                                       | 1:47    |  |
| 11. | "New Lesson (Timon, Pumbaa & Young Simba Interlude)" (interpretada por Billy Eichner, Seth Rogen e JD McCrary)   | Nathanson |                                                                                             | 0:53    |  |
| 12. | "Mood 4 Eva" (interpretada por Beyoncé, Jay-Z, Childish Gambino e Oumou Sangaré)                                 | Beyoncé, Donald Glover, Khaled Khaled, Floyd Hills, Shawn Carter, Denisia Andrews, Brittany Coney, Anathi Mnyango, Ant Clemons, Michael Uzowuru, Teo Halm, Jeff Kleinman, Jimmy Seals, James Brown | Beyoncé, DJ Khaled, Danja, Just Blaze[d], Jeff Kleinman[b], Michael Uzowuru[b], Teo Halm[b] | 4:32    |  |
| 13. | "Reunited (Nala & Simba Interlude)" (interpretada por Beyoncé Knowles-Carter e Donald Glover)                    | Nathanson |                                                                                             | 0:09    |  |
| 14. | "Water" (interpretada por Salatiel, Pharrell e Beyoncé)                                                          | Beyoncé, Afriyie, Nija Charles, Richard Isong | Beyoncé, P2J                                                                                | 2:32    |  |
| 15. | "Brown Skin Girl" (interpretada por Beyoncé, Saint Jhn, Wizkid e Blue Ivy Carter)                                | Beyoncé, Carlos St. John, Adio Marchant, S. Carter, Barthe, Anathi Mnyango, Ayodeji Balogun, Michael Uzowuru, Isong                                                                                | Beyoncé, P2J, Dixie[b]                                                                      | 4:08    |  |
| 16. | "Come Home (Nala Interlude)" (interpretada por Beyoncé Knowles-Carter)                                           | Nathanson |                                                                                             | 0:14    |  |
| 17. | "Keys to the Kingdom" (interpretada por Tiwa Savage e Mr Eazi)                                                   | Beyoncé, Kim Krysiuk, Rickie Tice, A. King, Tiwatope Savage, Dixie, Gerald White, Irosogie, Rich King, Ajibade, Ronald Banful, Isong                                                               | Beyoncé, Northboi Oracle, GuiltyBeatz[a], P2J[a], Dixie[a]                                  | 3:18    |  |
| 18. | "Follow Me (Rafiki Interlude)" (interpretada por Donald Glover e John Kani)                                      | Nathanson |                                                                                             | 0:31    |  |
| 19. | "Already" (interpretada por Beyoncé, Shatta Wale e Major Lazer)                                                  | Beyoncé, Hazzard, Toumani Diabaté, Clément Picard, Maxime Picard, Thomas Wesley, Charles Mensah, Banful                                                                                            | Beyoncé, Diplo, Picard Brothers, Guilty Beatz[a]                                            | 3:42    |  |
| 20. | "Remember (Mufasa Interlude)" (interpretada por James Earl Jones)                                                | Nathanson |                                                                                             | 0:45    |  |
| 21. | "Otherside" (interpretada por Beyoncé)                                                                           | Beyoncé, Sydney Bennett, Dave Rosser, Nick Green, Oluseun | Beyoncé, Nicky Davey, Syd[b], Dixie[b]                                                      | 3:39    |  |
| 22. | "War (Nala Interlude)" (interpretada por Beyoncé Knowles-Carter)                                                 | Nathanson |                                                                                             | 0:18    |  |
| 23. | "My Power" (interpretada por Beyoncé, Nija, Busiswa, Yemi Alade, Tierra Whack, Moonchild Sanelly e DJ Lag)       | Beyoncé, Busiswa Gqulu, Alade, Sanelisiwe Twisha, Charles, Andrews, Coney, Lwazi Gwala | Beyoncé, DJ Lag, Moses Boyd                                                                 | 4:19    |  |
| 24. | "Surrender (Simba & Scar Interlude)" (interpretada por Donald Glover e Chiwetel Ejiofor)                         | Nathanson |                                                                                             | 0:14    |  |
| 25. | "Scar" (interpretada por 070 Shake e Jessie Reyez)                                                               | Beyoncé, Danielle Balbuena, Teo Halm, Dave Hamelin, Jessie Reyez, Isong, Irosogie | Beyoncé, P2J, Tim Suby, Hamelin, Ari PenSmith[a], Dixie[b], Mike Dean[b]                    | 3:06    |  |
| 26. | "I'm Home (Mufasa, Sarabi & Simba Interlude)" (interpretada por James Earl Jones, Alfre Woodard e Donald Glover) | Nathanson |                                                                                             | 0:43    |  |
| 27. | "Spirit" (interpretada por Beyoncé)                                                                              | Beyoncé, Timothy McKenzie, Ilya Salmanzadeh | Beyoncé, Labrinth, Ilya, Dixie[b]}                                                          | 4:33    |  |

| The Lion King: The Gift – Deluxe Edition | | |                                                                                            |         |  |
| N.º                                      | Título | Compositor(es) | Produtor(es)                                                                               | Duração |  |
| 1.                                       | "Bigger" (interpretada por Beyoncé)                                                                        | Beyoncé, Derek Dixie, Stacy Barthe, Raye, Akil King, Ricky Lawson | Beyoncé, Derek Dixie                                                                       | 3:46    |  |
| 2.                                       | "Find Your Way Back (Circle of Life)" (interpretada por Beyoncé)                                           | Beyoncé, Brittany Hazzard, Bubele Booi, Robert Magwenzi, Abisagboola Oluseun, Niniola Apata, Osabuohien Osaretin                                                                                   | Beyoncé, Bubele Boii, Magwenzi, Dixie[b], Guilty Beatz[b]                                  | 2:42    |  |
| 3.                                       | "Don't Jealous Me" (interpretada por Tekno, Yemi Alade e Mr Eazi)                                          | Beyoncé, Augustine Kelechukwu, Nana Afriyie, Yemi Alade, Oluwatosin Ajibade, Ariowa Irosogie | Beyoncé, P2J, Dixie[b]                                                                     | 2:35    |  |
| 4.                                       | "Ja Ara E" (interpretada por Burna Boy)                                                                    | Burna Boy, Damini Ogulu, Richard Isong | Beyoncé, P2J, Dixie[b]                                                                     | 3:10    |  |
| 5.                                       | "Nile" (interpretada por Beyoncé e Kendrick Lamar)                                                         | Beyoncé, Kendrick Duckworth, Mark Spears, Hykeem Carter, Keanu Torres | Beyoncé, Sounwave, Johnny Kosich, Carter, Keanu Beats                                      | 1:47    |  |
| 6.                                       | "Mood 4 Eva" (interpretada por Beyoncé, Jay-Z, Childish Gambino e Oumou Sangaré)                           | Beyoncé, Donald Glover, Khaled Khaled, Floyd Hills, Shawn Carter, Denisia Andrews, Brittany Coney, Anathi Mnyango, Ant Clemons, Michael Uzowuru, Teo Halm, Jeff Kleinman, Jimmy Seals, James Brown | Beyoncé, DJ Khaled, Danja, Just Blaze[d], Jeff Kleinman[b],Michael Uzowuru[b], Teo Halm[b] | 4:32    |  |
| 7.                                       | "Water" (interpretada por Salatiel, Pharrell e Beyoncé)                                                    | Beyoncé, Afriyie, Nija Charles, Richard Isong | Beyoncé, P2J                                                                               | 2:32    |  |
| 8.                                       | "Brown Skin Girl" (interpretada por Beyoncé, Saint Jhn, Wizkid e Blue Ivy Carter)                          | Beyoncé, Carlos St. John, Adio Marchant, S. Carter, Barthe, Anatii | Beyoncé, P2J, Dixie[b]                                                                     | 4:08    |  |
| 9.                                       | "Keys to the Kingdom" (interpretada por Tiwa Savage e Mr Eazi)                                             | Beyoncé, Kim Krysiuk, Rickie Tice, A. King, Tiwatope Savage, Dixie, Gerald White, Irosogie, Rich King, Ajibade, Ronald Banful, Isong                                                               | Beyoncé, Northboi Oracle, GuiltyBeatz[a], P2J[a], Dixie[a]                                 | 3:18    |  |
| 10.                                      | "Already" (interpretada por Beyoncé, Shatta Wale e Major Lazer)                                            | Beyoncé, Hazzard, Toumani Diabaté, Clément Picard, Maxime Picard, Thomas Wesley, Charles Mensah, Banful                                                                                            | Beyoncé, Diplo, Picard Brothers, Guilty Beatz[a]                                           | 3:42    |  |
| 11.                                      | "Otherside" (interpretada por Beyoncé)                                                                     | Beyoncé, Sydney Bennett, Dave Rosser, Nick Green, Oluseun | Beyoncé, Nicky Davey, Syd[b], Dixie[b]                                                     | 3:39    |  |
| 12.                                      | "My Power" (interpretada por Beyoncé, Nija, Busiswa, Yemi Alade, Tierra Whack, Moonchild Sanelly e DJ Lag) | Beyoncé, Busiswa Gqulu, Alade, Sanelisiwe Twisha, Charles, Andrews, Coney, Lwazi Gwala | Beyoncé, DJ Lag, Moses Boyd                                                                | 4:19    |  |
| 13.                                      | "Scar" (interpretada por 070 Shake e Jessie Reyez)                                                         | Beyoncé, Danielle Balbuena, Teo Halm, Dave Hamelin, Jessie Reyez, Isong, Irosogie | Beyoncé, P2J, Tim Suby, Hamelin, Ari PenSmith[a], Dixie[b], Mike Dean[b]                   | 3:06    |  |
| 14.                                      | "Spirit" (interpretada por Beyoncé)                                                                        | Beyoncé, Timothy McKenzie, Ilya Salmanzadeh | Beyoncé, Labrinth, Ilya, Dixie[b]}                                                         | 4:33    |  |
| 15.                                      | "Black Parade (Extended Version)" (interpretada por Beyoncé)                                               | Beyoncé, Dixie, King, Coney, Andrews, Krysiuk, Tice, Carter | Beyoncé, Dixie                                                                             | 5:16    |  |
| 16.                                      | "Find Your Way Back (MeLo-X Remix)" (interpretada por Beyoncé)                                             | Beyoncé, Hazzard, Booi, Magwenzi, Oluseun, Apata, Osaretin | MeLo-X                                                                                     | 3:36    |  |
| 17.                                      | "Black Parade" (interpretada por Beyoncé)                                                                  | Beyoncé, Dixie, King, Coney, Andrews, Krysiuk, Tice, Carter | Beyoncé, Dixie                                                                             | 4:41    |  |
| Duração total:                           | Duração total:                                                                                             | Duração total: | Duração total:                                                                             | 61:33   |  |

Créditos de demonstração
- Find Your Way Back - Contém amostras de "Maradona", escrito por  Sarz e performado por Niniola.
- Mood 4 Eva - Contém amostras de Diaraby Nene" escrito e performado por Oumou Sangaré, contém interpolações de Sweet Green Fields" escrito por Jimmy Seals e de "Think (About It)" escrito por James Brown e performado por Lyn Collins.
- Black Parade e Black Parade (Extended Version) - Contém amostras de "Rider" de Vanhu Avantu.